# Cratere Arkhangelsky
Arkhangelsky  è un cratere sulla superficie di Marte.